# Clidemia epibaterium
Clidemia epibaterium är en tvåhjärtbladig växtart som beskrevs av Dc.. Clidemia epibaterium ingår i släktet Clidemia och familjen Melastomataceae. Inga underarter finns listade i Catalogue of Life.